# Заріченське сільське поселення (Тунгіро-Ольокминський район)
Зарі́ченське сільське поселення (рос. Зареченское сельское поселение) — сільське поселення у складі Тунгіро-Ольокминського району Забайкальського краю Росії.
Адміністративний центр та єдиний населений пункт — село Зарічне.

## Населення
Населення сільського поселення становить 248 осіб (2019; 271 у 2010, 307 у 2002).